# Горлюха
Горлю́ха (лат. Picris) — род цветковых растений семейства Астровые (Asteraceae) подсемейства Cichorioideae.

## Ботаническое описание

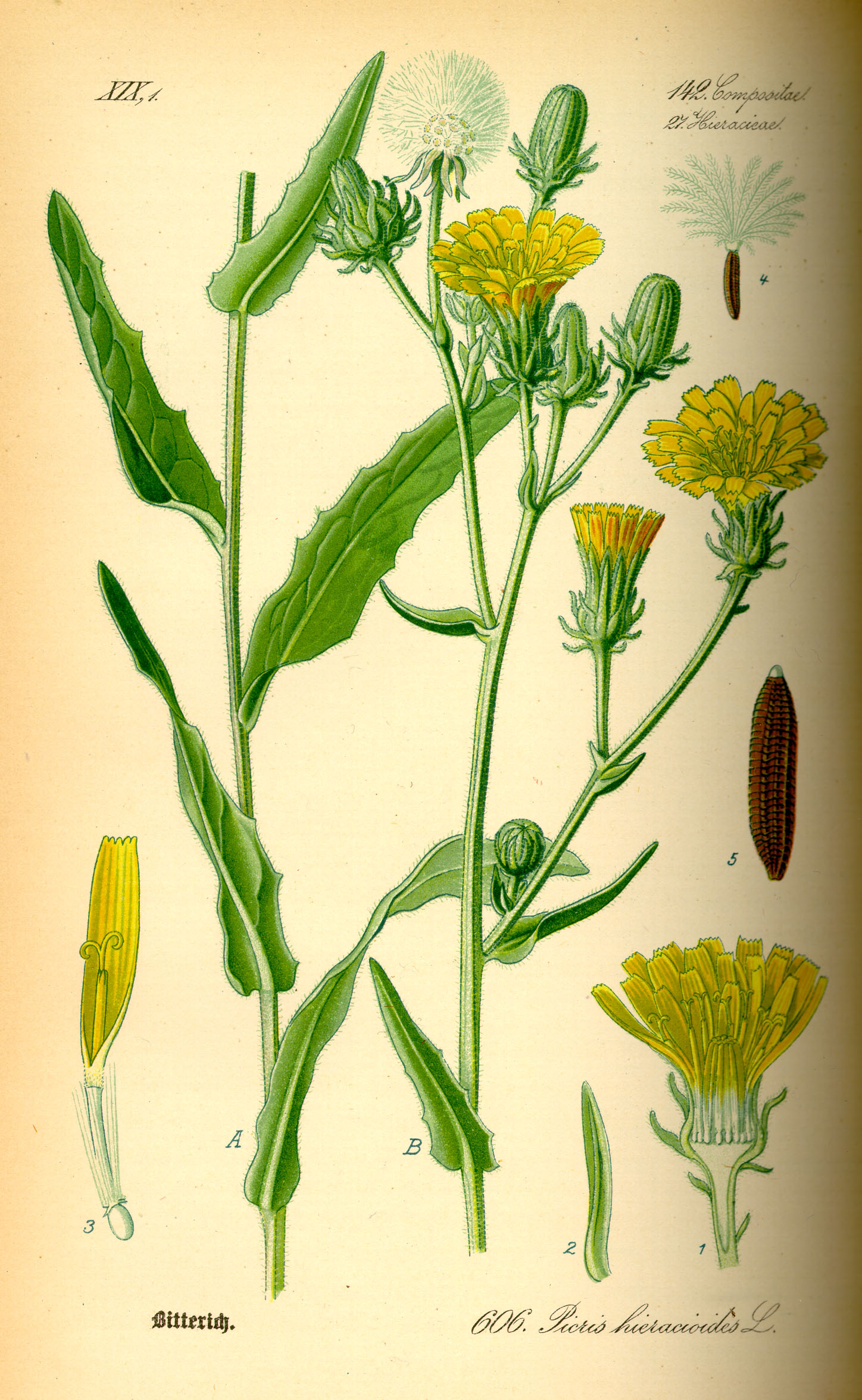
Горлюха ястребинковая (Picris hieracioides).

Одно-, дву- или многолетние травянистые растения высотой 0,1—1 м, покрытые жёстким опушением. Некоторые виды формируют корневище.
Соцветие — корзинка, состоящая всего лишь из 30—100 зигоморфных язычковых цветков. Пять заострённых чашелистиков срастаются у основания, формируя трубчатую чашечку. Концы язычков представляют собой пять долей венчика.
Плод — семянка 2,5—5 мм длиной. Для облегчения их распространения имеется снежно-белый паппус.

## Распространение
Виды рода Горлюха встречаются в Евразии, на Алеутских островах, в Северной Америке, Северной Африке, а также тропических областях — в Австралии и Новой Зеландии.

## Экология
Представители рода Горлюха нередко служат кормовыми растениями для гусениц различных чешуекрылых, например, огнёвки-травянки Diasemia reticularis. Гусеницы Schinia cardui питается исключительно горлюхой ястребинковой.

## Виды
По информации базы данных The Plant List, род включает 61 вид:
- Picris albida Ball — Горлюха беловатая
- Picris altissima Delile
- Picris amalecitana (Boiss.) Eig
- Picris angustifolia DC. — Горлюха узколистная
- Picris aspera Poir.
- Picris asplenioides L. — Горлюха костенцовая
- Picris atlantica Ball
- Picris babylonica Hand.-Mazz.
- Picris barbarorum Lindl.
- Picris bracteata Losa
- Picris burbidgeae S.Holzapfel
- Picris campylocarpa Boiss. & Heldr.
- Picris comosa (Boiss.) P.D.Jackson
- Picris compacta S.Holzapfel
- Picris conyzoides Lack & S.Holzapfel — Горлюха конизовидная
- Picris cupuligera (Durieu) Walp.
- Picris cyanocarpa Boiss. — Горлюха голубосемянная
- Picris cyprica Lack
- Picris cyrenaica (Pamp.) Lack
- Picris davurica Fisch. ex Hornem. — Горлюха даурская
- Picris divaricata Vaniot — Горлюха растопыренная
- Picris drummondii S.Holzapfel — Горлюха Друммонда
- Picris eichleri Lack & S.Holzapfel — Горлюха Эйхлера
- Picris evae Lack
- Picris flexuosa Thunb.
- Picris galilaea (Boiss.) Eig — Горлюха галилейская
- Picris helminthioides (Ball) Greuter
- Picris hieracioides Sibth. & Sm. — Горлюха ястребинковая
- Picris hispanica (Willd.) P.D.Sell
- Picris hispidissima (Bartl.) W.D.J.Koch
- Picris humilis DC. — Горлюха низкая
- Picris junnanensis V.N.Vassil.
- Picris kotschyi Boiss. — Горлюха Кочи
- Picris littoralis Merino
- Picris longirostris Sch.Bip. — Горлюха длинноносая
- Picris macloviana d'Urv. ex DC.
- Picris macrantha Timb.-Lagr.
- Picris macrorhiza Jeanb. & Timb.-Lagr.
- Picris mauginiana Pamp.
- Picris morrisonensis Hayata
- Picris nigricans Grognot
- Picris nuristanica Bornm. — Горлюха нуристанская
- Picris ohwiana Kitam.
- Picris olympica Boiss.
- Picris pauciflora Willd. — Горлюха малоцветковая
- Picris pygmaea Hill
- Picris racemosa Batt. — Горлюха кистевидная
- Picris rhagadioloides (L.) Desf.
- Picris rivularis Pau
- Picris sancta F.W.Schmidt
- Picris scaberrima Guss. ex Ten.
- Picris scabra Forssk. — Горлюха шершавая
- Picris senecioides Beauverd
- Picris sinuata (Lam.) Lack — Горлюха выемчатая
- Picris spinosissima Geners.
- Picris squarrosa Steetz — Горлюха растопыренная
- Picris strigosa M.Bieb. — Горлюха щетинистая
- Picris sulphurea Delile — Горлюха серно-жёлтая
- Picris wagenitzii Lack
- Picris willkommii Nyman — Горлюха Вилькома
- Picris xylopoda Lack